# Rob Harmeling
Lodewijk Johannes "Rob" Harmeling (Nijverdal, 4 de dezembro de 1964) é um ex-ciclista holandês, que era profissional entre 1989 à 1995. Ele terminou em último lugar no Tour de France 1991.